# NHK90時間ラジオ〜もっと届け、大切なこと〜
『NHK90時間ラジオ〜もっと届け、大切なこと〜』（エヌエイチケーきゅうじゅうじかんラジオ〜もっととどけ、たいせつなこと〜）は、NHKラジオ第1放送（一部NHK-FM放送）で、2015年3月19日から3月22日までの4日間、合計90時間をかけて放送された、日本放送協会90周年のラジソン特別番組である。

## 概要
NHKは1925年3月22日に東京中央放送局芝浦仮放送所から仮放送を開始し、この日を放送記念日と定めているが、2015年はその放送開始から90周年を迎える。この番組では、放送が伝えた90年の歴史、名番組を紐解ぎながら、ラジオを通して身近につながるコミュニケーションとして「もっと広く、深く、大切なものを届ける」ことを目指したこれからのラジオ放送の在り方を、4日間、合計90時間かけて関連特番を放送しながら考えていく。2005年の放送80周年の80時間ラテソンキャンペーン「もっと身近に もっと世界へ NHK80」（この時は総合テレビも参加）を10時間上回り、日本のラジオ・テレビを通してまさしく最長の連続マラソン放送となる。
またNHK80周年記念にスタートした「80ちゃん号」（簡易型スタジオ付きラジオ中継車）を応用したスペシャルカーを活用して、日本列島を北と南からそれぞれ東京タワーの特設スタジオを目指して「大切なこと」をキーワードとしたメッセージを集め乍ら、谷村新司・谷村詩織親子と、ヒャダインが、それらを基に作詞・作曲したメッセージソングを発表する「90時間ラジオの旅」、並びに東京タワー特設スタジオから公開生放送・録音番組を行ったり、関連資料展示などを行う「NHK放送90祭at東京タワー」を同時開催した。
公開放送のうち、NHKスタジオパークラジオブース、東京タワー特設スタジオでの着席での見学には事前の申し込みが必要（スタジオパークでの『すっぴん!』は、NHKネットクラブプレミアム会員であることが条件）だが、ブース外、立ち見については自由見学可能。

### 番組のコンセプト
1. 放送の過去と未来をつなぐ
2. 番組の参加を通してリスナーとつなぐ
3. スペシャルカーで日本列島とつなぐ
4. 日本と世界をつなぐ
5. ラジオとテレビ、インターネットなど他のメディアとつなぐ

## 総合司会
- 山本哲也
- 武内陶子

## 放送ラインナップ
放送日付上の基点・5時を境として掲載する。
☆=FMで放送、※=ラジオ第1・FM同時放送
この期間中はラジオ第1、平日毎時30分のニュースと13時台の列島リレーニュースは休止

### 3月19日
- 5:00[脚注 2] - 7:40[脚注 3]　ラジオあさいちばん「もっと知りたい!ラジオ体操」　キャスター：野村優夫、小川亜希子　ゲスト：西川佳克（講師）、幅しげみ（ラジオ体操ピアノ伴奏担当）
- 8:05頃 - 8:55　スペシャルオープニング「90時間ラジオ×あさイチ」（一部総合テレビ同時）キャスター：井ノ原快彦　ゲスト：坂下千里子、小島慶子、山崎樹範
- 9:05頃 - 11:50　すっぴん!「全国名パーソナリティー大集合」（スタジオパークオープンスタジオのラジオブースから公開生放送）　パーソナリティー：川島明、藤井彩子　ゲスト：タブレット純、日高晤郎（STVラジオ）、浜村淳（MBSラジオ）、鈴木元気（ラジオ石巻）、伊狩典子（ラジオ沖縄）、つボイノリオ（CBCラジオ）、伊奈かっぺい（RABラジオ）　うち浜村とつボイは民放との同時生放送で出演
- 12:20 - 13:28頃（13:00迄※）　90時間ラジオの旅・函館、福岡（公開生放送）
- 13:30 - 15:55　午後のまりやーじゅ「伝わっている?私の思い〜コトバのチカラが人をつなぐ〜」（スタジオパークオープンスタジオのラジオブースから公開生放送）　パーソナリティー：山田まりや、ブルボンヌ、道谷眞平　ゲスト：秀島史香、ニコラス・エドワーズ、金水敏
- 16:00 - 17:55　☆B.B.キング生誕90年〜King of the Blues ブルースを変えた男〜　ディスクジョッキー：ピーター・バラカン　ゲスト：近藤房之助、仲井戸"CHABO"麗市、内田勘太郎
- 18:00 - 18:50　私も一言!夕方ニュース「ラジオが伝えた激動の90年」（その1）[脚注 4]　キャスター：末田正雄、柴原紅
- 20:05頃 - 21:55　沖縄発戦後70年〜さんごと考える平和〜（戦争平和座談会とミニライブ）　総合司会：三橋大樹、ゲスト：kiroro、仲宗根泉（HY）[脚注 5][2]、亀田誠治、ピーター・フランクル他
- 22:00 - 23:05　NHKジャーナル「ラジオが伝えた激動の90年」（その2）[脚注 4]　キャスター：永井克典、奥村奈津美
- 23:15 - 24:00　特集オーディオドラマ　ニッポン・ローリング・デイズ〜浅草レビュー青春物語〜（前編）　出演：瀬川亮、三宅裕司、中村メイコ、藤村俊二、石田ひかり他[脚注 6]
- （20日）0:10頃 - 5:00（1:00以後※）　ラジオ深夜便　「エッセイコンクール・ラジオと私入賞作品朗読」「アンカーOB/OGが語る放送の想い出」（2015年3月12日収録。スタジオパークオープンスタジオでの公開録音　ゲスト：宇田川清江、古屋和雄、アンカー：村上里和[脚注 7]）「音楽でつづる90年」[脚注 8]「私と放送の90年（3）・大塚利兵衛[脚注 9]」　アンカー：迎康子

### 3月20日
- 5:00 - 7:40[脚注 10]　ラジオあさいちばん「寺島実郎が語る放送の未来」　キャスター：野村優夫、小川亜希子　ゲスト：寺島実郎
- 8:00 - 8:55 すっぴん!「鶴光・大竹まことの朝からNHK」（スタジオパークオープンスタジオのラジオブースから公開生放送）　パーソナリティー：高橋源一郎、藤井彩子　ゲスト：笑福亭鶴光、大竹まこと
- 8:55 - 12:20
  - R1
    - 8:55 - 9:00 ニュース
    - 9:00 - 11:55 国会中継（第189回国会・参議院予算委員会・平成27年度総予算3案集中審議「外交・安全保障等」[3]）
    - 11::55 - 12:00 気象情報・交通情報
    - 12:00 - 12:20 ニュース

  - FM
    - ☆すっぴん!「鶴光・大竹まことの朝からNHK」（8:55からの続き）
- 12:20 - 13:00 90時間ラジオの旅・広島、盛岡（公開生放送）
- 13:00 - 18:00
  - R1
    - 国会中継（第189回国会・参議院予算委員会・平成27年度総予算3案集中審議「外交・安全保障等」）

  - FM
    - 13:00 - 13:28頃 ☆90時間ラジオの旅・広島、盛岡（12時台からの続き）
    - 13:30 - 16:00　☆午後のまりやーじゅ「DA!DA! in 渋谷スタジオパーク」（スタジオパークオープンスタジオのラジオブースから公開生放送）　パーソナリティー：山田まりや、中倉隆道、赤坂泰彦、近田春夫
    - 16:05頃 - 18:00　☆放送90年 クラシック放談 おぎやはぎのマタイ受難曲　パーソナリティー：おぎやはぎ、田中奈緒子　ゲスト：光浦靖子、礒山雅、亀川徹
- 18:00 - 18:50　私も一言!夕方ニュース「ラジオが伝えた激動の90年」（その3）[脚注 4]　キャスター：末田正雄、柴原紅
- 20:05頃 - 21:55　きみまろのあれから90年　パーソナリティー：綾小路きみまろ、高山哲哉
- 22:00 - 23:05　NHKジャーナル「ラジオが伝えた激動の90年」（その4）[脚注 4]　キャスター：永井克典、奥村奈津美
- 23:15 - 24:00　特集オーディオドラマ　ニッポン・ローリング・デイズ〜浅草レビュー青春物語〜（後編）　出演：瀬川亮、三宅裕司、中村メイコ、藤村俊二、石田ひかり他[脚注 6]
- （21日）0:25[脚注 11] - 5:00（1:00以後※）　関西発ラジオ深夜便「朝まで上方演芸会」　アンカー：比留木剛史　全編を通してのゲスト：武内由紀子（俳優、元大阪パフォーマンスドール）、大池晶（演芸作家）
  - 第1部（0時台）「上方演芸会の始まりと夢路いとし・喜味こいしの漫才」　ゲスト：喜味家たまご（喜味こいし次女）
  - 第2部（1時台）「ライブ!できたての新作漫才」　出演：ザ・ぼんち、酒井くにお・とおる、海原はるか・かなた、Wヤング
  - 第3部（2時台）「生ラジオドラマ『ある日の上方演芸会』」　シナリオ：大池晶　出演：酒井くにお・とおる、チキチキジョニー、ザ・ぼんち、平和ラッパ・梅乃ハッパ
  - 第4部（3時台）「鼎談　徹底トーク・上方演芸会と私の芸人人生」　ゲスト司会：井上善夫　ゲスト：宮川大助・花子、今いくよ・くるよ、正司敏江、横山ホットブラザーズまこと
  - 第5部（4時台）「ライブ!次世代の巨匠」　出演：シンデレラエキスプレス、シンクタンク、幸助・福助

### 3月21日
- 5:00 - 7:40[脚注 12]　ラジオあさいちばん「音に会いたい特集」　キャスター：古谷敏郎、渡辺ひとみ　ゲスト：山田太一
- 8:05頃 - 8:55　甲子園 名勝負タイムマシン[脚注 13]　パーソナリティー：山本哲也、柳沢慎吾、井森美幸（ラジオセンタースタジオ）、荒木大輔（阪神甲子園球場放送席）
- 9:10 - 10:25　☆おとおばけのぼうけん〜音をたずねて90年の旅〜　パーソナリティー：中村メイコ　出演：夏川りみ、落合恵子他
- 10:30 - 11:55　☆次世代に伝える日本のこころ〜NHK古典芸能番組の90年〜　パーソナリティー：葛西聖司　ゲスト：梅若玄祥、鶴澤清治、杵屋淨貢
- 12:15 - 13:30　☆90時間ラジオの旅・宮城、大阪（公開生放送）
- 13:30 - 15:30　☆アニソン・アカデミースペシャル 電波の聖地 東京タワーから生放送だァっ!!（東京タワー特設スタジオから公開生放送）　ディスクジョッキー：中川翔子、あべあきら、藤崎弘士　ゲスト：ささきいさお、春奈るな
- 15:30 - 17:00　☆ちきゅうラジオSP inバンコク（前編）（タイ・バンコクから公開生放送）　パーソナリティー：内多勝康、倉益悠希
- 18:05頃 - 18:50　Radio Japanで“ We Love Japan ”〜ラジオ国際放送80年〜（選抜高校野球の試合展開により変更有）[脚注 14]　パーソナリティー：ルー大柴、山本美希（国際局記者・アンカー）、アレクセイ・ラフーボ（ロシア語アナウンサー）、ハキーマ・バドハウイ（アラビア語アナウンサー）
- 19:20 - 20:55　ジセダイの逸材〜ジセダイを生きるメディア論〜　パーソナリティー：橋本奈穂子、臥雲義尚　ゲスト：鈴木健、藤代裕之
- 21:05頃 - 23:00　wktkラヂオ学園「いじめをノックアウトスペシャル」　パーソナリティー：ゴリ、加藤シゲアキ、高橋みなみ　ゲスト：清水富美加
- 23:10 - 24:00　スポーツ酒場 語り亭・延長戦〜日本が湧いた!!オリンピック実況〜（3月21日22:00-23:00のNHK BS1から、放送メディアをまたぐ形での連続放送）　パーソナリティー：ミッツ・マングローブ　ゲスト：工藤三郎、山本浩、益子直美
- （22日）0:10頃 - 1:00　放送記念日特集「放送90年 歴史をみつめ未来を開く」（有識者討論。3月21日23:00-24:00の総合テレビから、放送メディアをまたぐ形での連続放送）　総合司会：三宅民夫　双方向プレゼンテーター：保里小百合　ゲスト：田原総一朗、テリー伊藤、ハリス鈴木絵美、速水健朗、藤代裕之、柳澤秀夫
- （22日）1:10頃 - 5:00　※ラジオ深夜便「深夜便の集い25周年スペシャルinNHKホール」（2015年3月1日収録。宇崎竜童、加藤登紀子によるトーク&ライブと、全14アンカーが総出場する「アンカーを囲む会」）　アンカー：後藤繁栄

### 3月22日
- 5:00 - 7:55[脚注 15]　ラジオあさいちばん「名アナウンサー列伝」　キャスター：古谷敏郎、渡辺ひとみ　ゲスト：加賀美幸子、増田明美　コメントゲスト（7時台）：中村メイコ、みのもんた、タモリ
- 8:05頃 - 10:00（8:55迄※、8:55以降☆）　Run Beat!!「ラン×スマコラボスペシャル」（渋谷・表参道WOMENS RUNとのコラボレーションで、代々木公園特設スタジオから公開生放送）　パーソナリティー：中倉隆道　ゲスト：有森裕子、道端カレン、LiLiCo、バービー
- 10:05頃 - 11:50　☆ちきゅうラジオSP inバンコク（後編）（タイ・バンコクから公開生放送）　パーソナリティー：内多勝康、倉益悠希
- 12:15 - 13:30　☆90時間ラジオの旅・名古屋、福島（公開生放送）
- 13:30 - 14:30　☆みんなでつくるラジオドラマ「市立学園ヤポニヤ奇譚（きたん）」（東京タワー特設スタジオから公開生放送）　出演：近江陽一郎、逢坂良太、工藤綾乃
- 14:30 - 16:00　☆悩み解決!世界のベストアンサー・世界中の名物DJが日本人の悩みを解決　パーソナリティー：武内陶子　ゲスト：大久保佳代子、IKKO、清水圭
- 17:00 - 18:00　☆お便り紹介コーナー（選抜高校野球の試合展開により変更有）
- 18:05頃 - 18:50　世界のベストアンサー 延長戦　イタリアから名物DJが生出演（選抜高校野球の試合展開により変更有）　パーソナリティー：武内陶子　ゲスト：大久保佳代子、IKKO、清水圭
- 19:20 - 20:00　90時間ラジオの旅・グランドフィナーレ（東京タワー特設スタジオから公開生放送）　ゲスト：谷村新司・詩織親子、ヒャダイン
- 20:05頃 - 21:55　あなたが選ぶ未来に残したい歌ベスト90　ディスクジョッキー：黒崎めぐみ（ラジオセンタースタジオ）、三浦祐太朗、福田彩乃、近江陽一郎（505スタジオ公開ライブ担当）　ゲスト：クリス松村　歌謡ライブゲスト：クリス・ハート、Salley、Doll☆Elements
- 22:10 - 24:00　放送100年へ ラジオの未来を熱く語る夜（有識者討論　東京タワー展望台の特設スタジオから生放送<非公開>）　ゲスト：黒柳徹子、谷村新司、篠田麻里子

## 同時開催の関連イベント

### 90時間ラジオの旅
この4日間・90時間ラジソンの開催中、「80ちゃん号」を応用した特別仕様のスペシャルラジオカーが、北ルートは北海道から、南ルートは鹿児島県からそれぞれ東京タワー特設スタジオを目指して「大切なこと」をテーマにしたメッセージを募集しながら縦断する模様を随時公開生中継。東京タワーではこれらのメッセージを基として谷村新司・詩織親子作詞、ヒャダイン作曲によるオリジナルソングをグランドフィナーレで発表した。
本来はこのグランドフィナーレで南北両ルートのスペシャルラジオカーが到着しなければならなかったが、道路渋滞などの影響で、グランドフィナーレ中の到着は北ルートのみで、南ルートはグランドフィナーレ後の20時50分ごろに到着した。南ルート到着は22時台の番組冒頭で報告された。
リポーター
北ルート 山岡裕明
南ルート 斎藤政直
中継先
| 日付    | 北ルート                                                                                   | 南ルート                               |
| ------- | ------------------------------------------------------------------------------------------ | -------------------------------------- |
| 3月19日 | NHK函館放送局局舎（12:30頃-12:55 ※）                                                       | NHK福岡放送局局舎（13:05頃-13:28頃）   |
| 3月20日 | もりおか歴史文化館（13:05頃-13:28頃 ☆）                                                    | 佐東公民館（12:30頃-12:55 ※）          |
| 3月21日 | 女川町営運動公園・住宅集会場（12:30頃-12:55 ☆）                                            | 大阪城公園本丸（13:05頃-13:30 ☆）      |
| 3月22日 | いわき湯本温泉旅館管理組合事務所（13:05頃-13:30 ☆）                                        | NHK名古屋放送局局舎（12:30頃-12:55 ☆） |
| 3月22日 | （グランドフィナーレ）東京タワー特設スタジオ（NHK放送90祭at東京タワー会場）（19:20-20:00） |                                        |

### NHK放送90祭at東京タワー
この90時間ラジソンの開催と連動し、東京タワーの会場に特設スタジオ（どーもくんステージ=フットタウン2階、ななみちゃんステージ=フットタウン1階正面玄関）を設けて、上記の公開生放送のほか、ラジオ第1「DJ日本史」（3月22日収録　3月30日放送）、BSプレミアム・NHKワールドTV「J-MELO」（3月21日収録　4月以後放送予定）の公開収録、音楽ミニライブなどのイベントを展開した。
またフットタウン1階と地下1階・タワーホールでも放送90年を記念した各種史料の展示会を開催した。